# Lucy Boynton
Lucy Boynton   (Nova York, 17 de gener de 1994) és una actriu anglesa nascuda als Estats Units. Va fer el seu debut com a actriu el 2006 a la pel·lícula Miss Potter. El 2013 va protagonitzar Copperhead, el 2016 Sing Street, el 2017 Assassinat en l'Orient Express i el 2018 Apòstol. El 2018 també va interpretar a Mary Austin en el film biogràfic sobre Freddie Mercury Bohemian Rhapsody.